# Kurdistan
Pour les articles homonymes, voir Kurdistan (homonymie).
Le Kurdistan (litt. « pays des Kurdes » ; en kurde : Kurdewarî ou simplement Kurdistan (ce dernier étant plus usité)), anciennement transcrit Gordyène ou Kardouchi, est une région géographique et culturelle transfrontalière d'Asie occidentale, majoritairement peuplée par les Kurdes. Cette région s'étend dans le sud-est de la Turquie, dans le nord-est de l'Irak, dans le nord-ouest de l'Iran et sur deux petites régions dans le nord-est et dans le nord-ouest de la Syrie. Sur ces quatre pays, seuls deux reconnaissent officiellement une région sous la dénomination de Kurdistan : l'Iran avec sa province du Kurdistan et l'Irak avec sa région autonome du Kurdistan.
Le Kurdistan est divisé entre la Turquie, l'Iran, l'Irak et la Syrie. Au XXe siècle, les Kurdes ont été persécutés par les États dans lesquels se trouvent les principales populations. La partition de l'Empire ottoman après la Première Guerre mondiale a provoqué la division du Kurdistan ottoman entre l'Irak, la Syrie et la Turquie. La création de ces États-nations impliquait l'assimilation culturelle forcée et l'assimilation linguistique des Kurdes dans les cultures et les langues des Arabes, des Turcs ou des Persans. Outre ces trois groupes, les Kurdes sont le peuple le plus nombreux du Moyen-Orient.
Dans certaines villes kurdes, les établissements urbains peuvent remonter à la préhistoire, notamment à Piranshahr, (8 000 ans d’habitat urbain) et à Erbil (6 000 ans d’habitation urbaine).

## Étymologie
Le Kurdistan est connu par plusieurs termes apparentés au mot Kurde au cours de l'Antiquité. Les Sumériens l'appelaient Kur-a, Tritium ou encore le pays de Karda ; les Élamites : Kurdasu ; les Akkadiens : Kurtei ; les Assyriens : Kurti ; les Babyloniens : Qardu ; les Grecs : Καρδοῦχοι / Kardoûkhoi ; les Romains : Corduene.
La terminaison en -stan dans le mot Kurdistan est un suffixe utilisé par les langues iraniennes signifiant « pays de ». Le terme kurde le plus adéquat pour désigner la notion de région kurde serait le terme Kurdewarî.
Une des premières apparitions du terme Kurdistan dans l'histoire est due au Sultan Sanjar. Ce roi seldjoukide crée en 1150 une province appelée Kurdistan. Cette province était située entre l'Azerbaïdjan et le Lorestan ; elle comprenait les régions de Hamedan, Dinavar, Kermanchah et Sinneh sur le flanc est des Zagros et s'étendait jusqu'à Kirkouk et à Khuftiyan, sur le Petit Zab.

## Histoire

### Antiquité

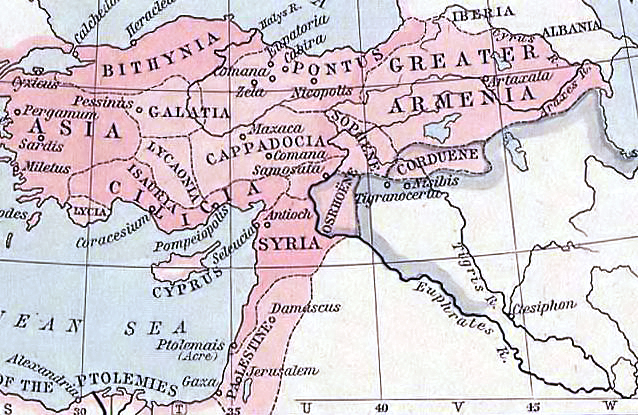
Carte où apparaissent la Corduène et la Sophène vers 60 av. J.-C.

Mèdes (royaume médique).

Le Kurdistan s'étend sur le territoire du Zarzien, une culture du Paléolithique final. La région montagneuse au sud et au sud-est du lac de Van, entre Perse et Mésopotamie, était en possession des Kurdes avant l'époque de Xénophon, et était connue sous le nom de « pays des Carduchi » par les Grecs (en grec Καρδούχοι), Cardyène ou Cordyène.
Au maximum de leur avancée au Proche-Orient, les Romains dominèrent des régions habitées par des Kurdes, particulièrement à l'ouest et au nord de ce qui deviendra le Kurdistan. Le royaume de Corduène était par exemple vassal de l'Empire romain entre 66 av. J.-C. et 384.
Certains des territoires correspondant au Kurdistan actuel et leurs noms modernes sont listés ci-après :
- Gordyène (ou Corduène : Siirt, Bitlis et Şırnak)
- Sophène (Amed ou Diyarbakır)
- Zabdicène ou Bezabde (Gozarto d'Qardu ou Jazirat Ibn Umar ou Cizre)
- Basenia (Doğubayazıt (Bazîd, Daruynk)), province d'Ağrı
- Moxoène (Muş)
- Nephercerta (Miyafarkin)
- Artemita (Van)
- Adiabène (Arbèles, Erbil)
- Atropatène
- Matiène (en)
- Provinces transtigritanes

### Période médiévale

L'Europe, l'Afrique du Nord et l'Asie occidentale aux s.

Dans la seconde moitié du Xe siècle, le Kurdistan était divisé en quatre grandes principautés kurdes. Dans le nord, les Chaddadites, (951-1174), à l'est, les Hasanwayhides (959-1015) et les Banû Annaz (990-1116) et à l'ouest les Marwanides (990-1096) de Diyarbakir. Ces principautés sont annexées par les peuples d'Asie centrale au cours de leurs conquêtes, et intégrées aux territoires contrôlés par les seldjoukides. Le sultan Sandjar, dernier grand souverain seldjoukide, crée en 1150 une province appelée Kurdistan, dont la capitale est Bahār, près de Hamadan. Cette province est située plutôt au sud du Kurdistan puisqu'elle englobe les territoires de Sindjar et Chehrizor à l'ouest des Zagros et d'Hamadan, Dinavar et Kermanchah à l'est de cette chaîne montagneuse.
Quelques années après la fondation de cette province, en 1171, Saladin, issu de la dynastie des Ayyoubides, d'origine kurde, renverse les califes fatimides et prend le pouvoir avec le titre de Sultan. Le Kurdistan est alors intégré au califat avec l'Égypte, la Syrie et le Yémen.
Après les invasions turco-mongoles, le Kurdistan retrouve une partie de son autonomie, mais n'est cependant pas un territoire uni. Le territoire habité par les kurdes est morcelé en une série de petits États appelés émirats. Une histoire de ces États, de leurs relations entre eux et avec leurs voisins persans et turcs est donnée dans le Sharafnāma du prince Charaf ad-Din Bitlisi, qui est considéré comme un travail historique de référence sur les kurdes.
Les émirats étaient les suivants (liste non exhaustive) : Baban, Soran, Badinan et Garmiyan dans ce qui est maintenant l'Irak ; Bakran, Botan (ou Bokhtan) et Bitlis en Turquie, et Mukriyan et Ardalan en Iran.

### Période ottomane

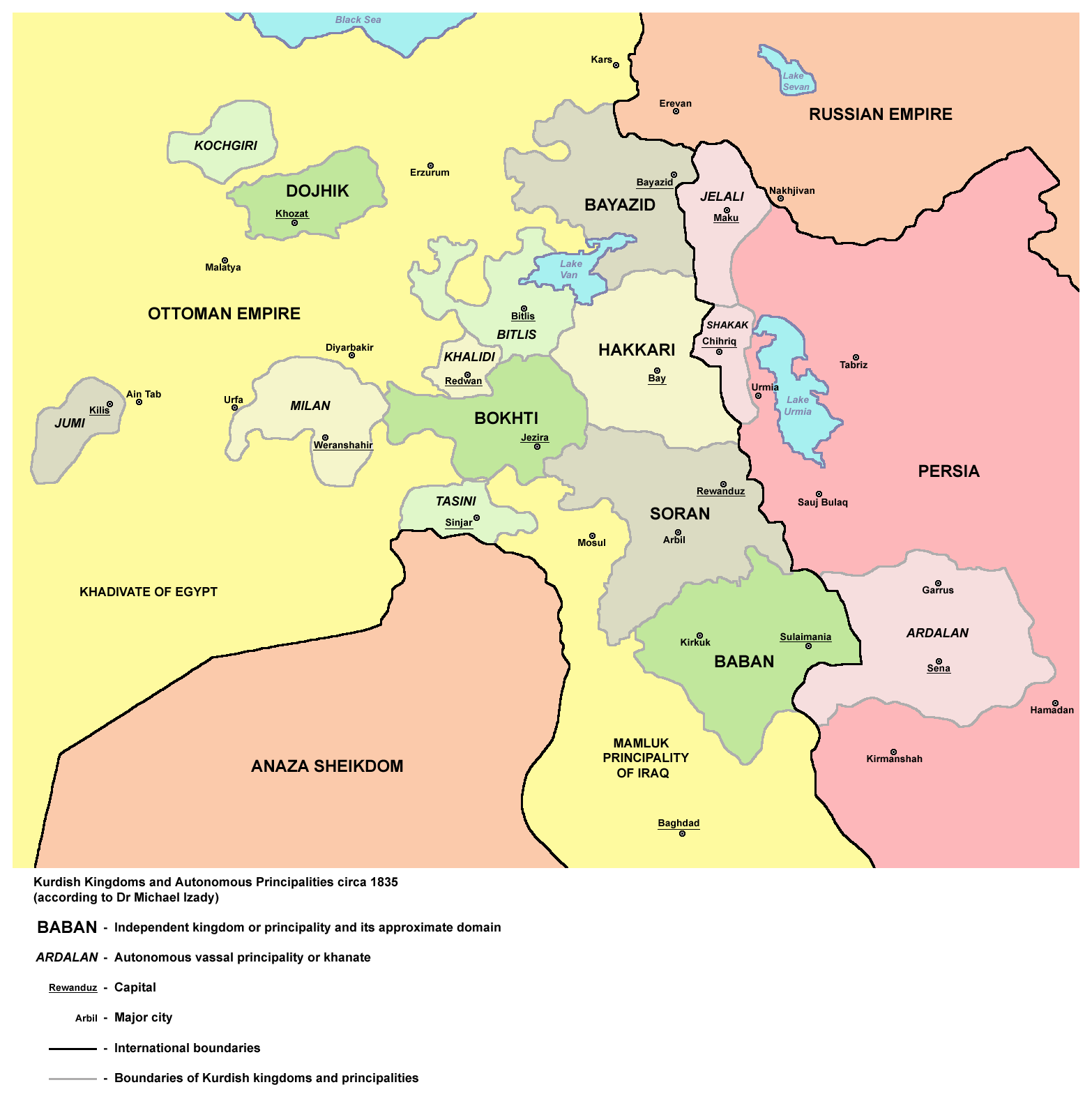
Principautés kurdes en 1835.

À la suite de la bataille de Tchaldiran (ou Tchaldoran ou Çaldıran), dans la première des guerres ottomano-persanes, eut lieu le 23 août 1514 à Tchaldoran (province d'Azerbaïdjan occidental, Iran) et se termina par une victoire de l’Empire ottoman sur l'empire Perse (Séfévides). En conséquence, les Ottomans s'emparèrent de la moitié orientale de l’Anatolie et Kurdistan de l'empire Perse (Séfévides).

### Histoire contemporaine

#### 1920-1940

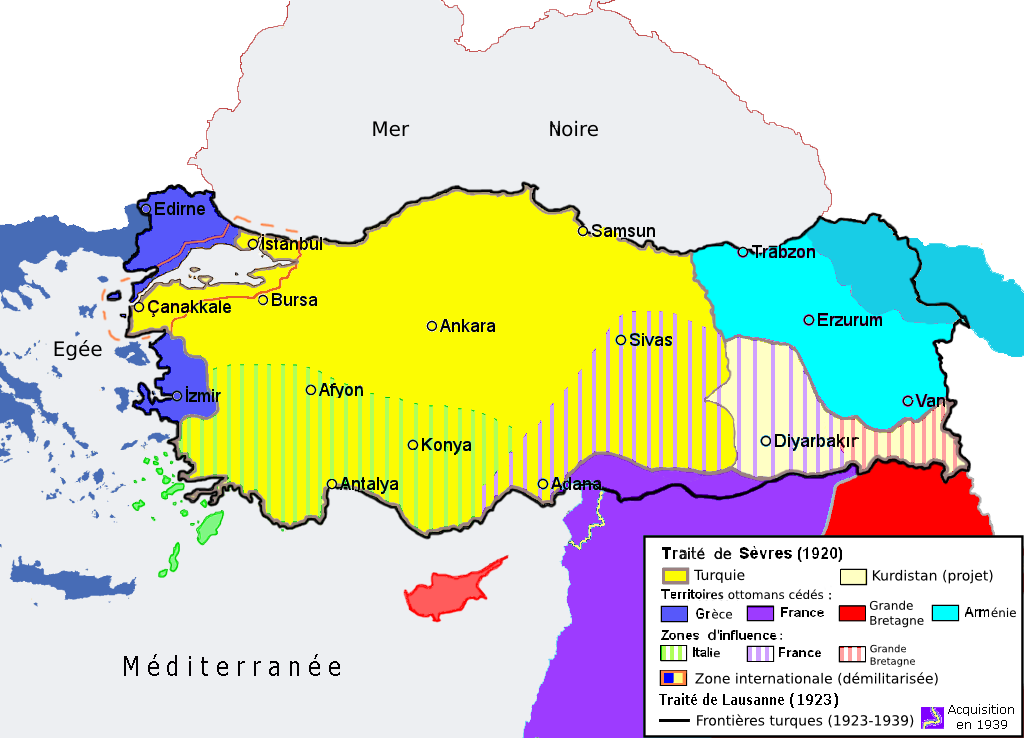
Le Kurdistan (en blanc, sous influence britannique) tel que prévoyait le traité de Sèvres de 1920, non respecté par la Turquie de Mustafa Kemal.

En 1920, le traité de Sèvres prévoyait la création d’un État kurde sur les restes de l’Empire ottoman détruit, comme pour les autres peuples de la région. Mais par le traité de Lausanne de 1923, le Moyen-Orient est divisé en plusieurs pays qui ne prennent pas en compte le droit des Kurdes à disposer de leurs terres. En effet, d’une grande importance géopolitique dans la région, le Kurdistan est également riche en pétrole et en eau.
Le Royaume-Uni et la France se voient confier des mandats sur les nouveaux États : sur l’Irak pour le premier, la Syrie et le Liban pour la seconde. Les populations, notamment kurdes, ne tarderont pas à se révolter contre la nouvelle domination européenne.
En Turquie, la transformation kémaliste du pays se fait à partir de 1923 sur la base du déni de l'existence d'une très forte minorité kurde en son territoire. Les Kurdes n'avaient dès lors aucun droit, ils sont sommés d'oublier leur culture et de se fondre dans la société. Ils furent maintes fois réprimés par les forces turques. Ainsi en 1921, des tribus kurdes alévis se révoltent contre les autorités turques dans la région du Koçgiri (Erzincan, Sivas) et demandent la création d'un Kurdistan indépendant ; cette révolte de Koçgiri est violemment réprimée.
Churchill, secrétaire à la Guerre au Royaume-Uni, fait raser par la Royal Air Force différentes villes et villages kurdes. En 1925, une arme chimique, l’ypérite, est utilisée sur la ville kurde de Souleimaniye. Les deux tiers de la population sont atteints par les effets du gaz,.

#### 1945-2000

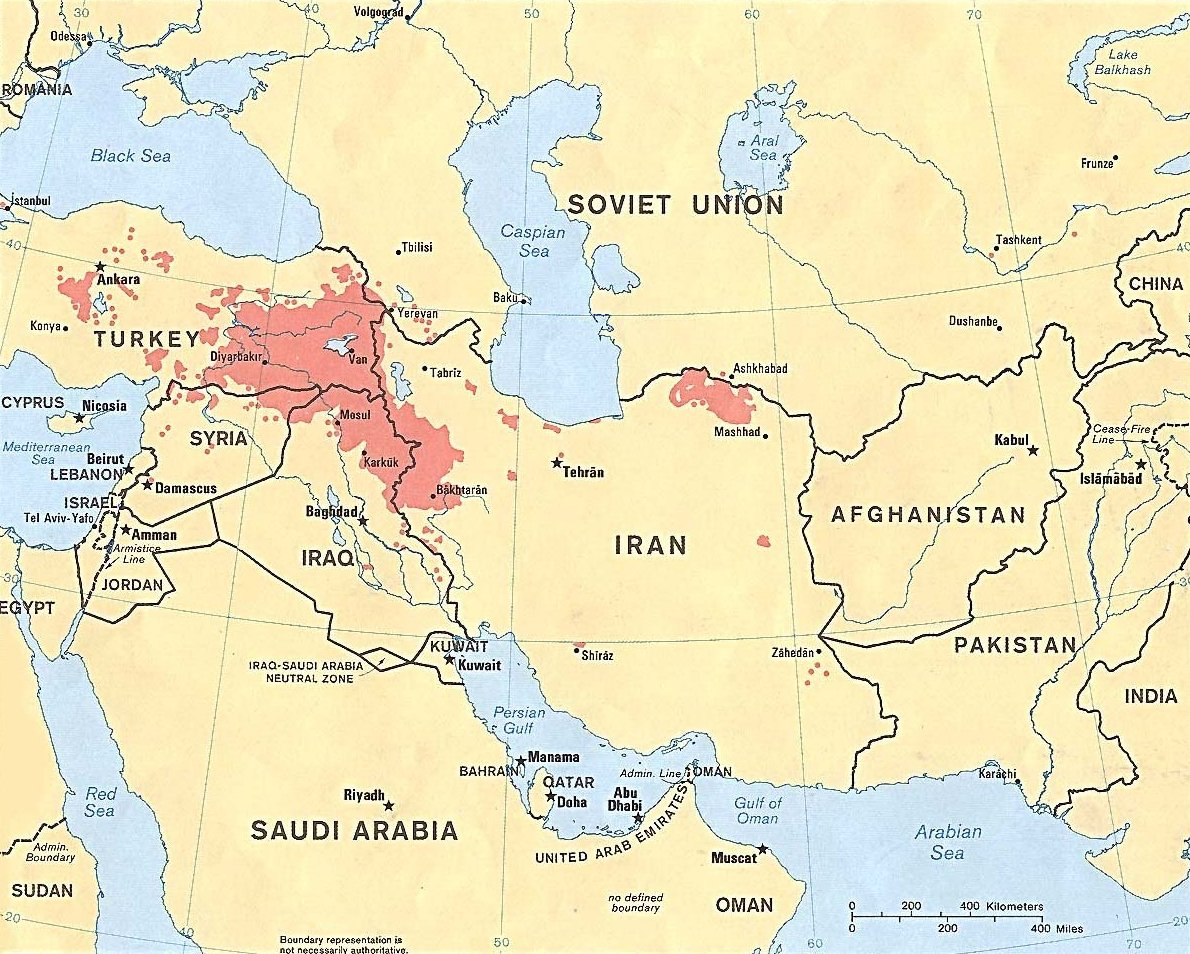
Zone de peuplement kurde établie en 1986.

Juste après la Seconde Guerre mondiale, les Kurdes d’Iran proclament une république kurde indépendante à Mahabad (Iran nord-occidental) entre 1946 et 1947.
Le 11 mars 1974, Saddam Hussein accorde une autonomie relative au Kurdistan, avec la « Loi pour l’autonomie dans l’aire du Kurdistan » qui dispose notamment que « la langue kurde doit être la langue officielle pour l’éducation des Kurdes ». Cette loi permet aussi l’élection d'un conseil législatif autonome qui contrôle son propre budget. Cependant 72 des 80 membres élus de ce conseil de la première session d'octobre 1974 ont été sélectionnés par Bagdad. En octobre 1977, la totalité du conseil est choisie par le régime.
Les relations avec les Kurdes d’Irak se dégradent considérablement par la suite. Le 16 avril 1987, Saddam Hussein lance un raid à l’arme chimique sur la vallée du Balisan. Au cours de l’opération Anfal, 182 000 personnes périssent dans des bombardements chimiques. En décembre 2005, une cour de La Haye a qualifié cette campagne de « génocide ». Le 24 juin 2007, le tribunal pénal irakien a condamné Ali Hassan al Madjid, surnommé « Ali le chimique », et deux autres anciens hauts dignitaires du régime de Saddam Hussein, à la peine de mort par pendaison pour le génocide commis contre les Kurdes au cours de cette opération Anfal.
Au printemps 1991, à l’issue de la première guerre du Golfe, Saddam Hussein réprime sévèrement les populations kurdes (ainsi que les chiites).
Le Kurdistan est devenu une zone de conflit intense impliquant les différents pays limitrophes, mais aussi les États-Unis depuis le début du conflit avec l’Irak en 1991. Cette situation a entraîné un accroissement de l’émigration kurde vers les pays de la région ou vers l’Europe. Entre avril et juillet 1991, la France met en place l’opération « Libage », une mission humanitaire de l'armée française destinée à porter secours aux populations kurdes irakiennes qui se dirigeaient vers la Turquie. Pour sa part, la Centrale sanitaire suisse apporte une aide médicale à ces populations en détresse.

#### XXIesiècle
Débutée en 2011, la guerre civile syrienne bouleverse les régions kurdes tant syriennes qu'irakiennes. Les Kurdes de Syrie ont profité des désordres de la guerre civile pour prendre le contrôle d'un vaste territoire, le « Kurdistan syrien ». Depuis le 12 novembre 2013, ce dernier dispose d'une administration autonome, qui gère les questions « politiques, militaires, économiques et de sécurité dans la région et en Syrie ».
Le Kurdistan syrien, appelé le Rojava, passe aux mains du Parti de l'union démocratique (PYD), la branche syrienne du Parti des travailleurs du Kurdistan (PKK). Il dispose d'une branche armée, les Unités de protection du peuple (YPG). Les relations des Kurdes avec les autres parties prenantes au conflit sont fluctuantes : plutôt proches de l'ASL, les YPG entrent en conflit avec des brigades islamistes en juillet 2013. Jouant leur propre carte, les rebelles kurdes concluent parfois des alliances ponctuelles et opportunistes, tantôt avec les forces loyalistes, tantôt avec les rebelles. Hostiles au régime de Bachar el-Assad, dont ils souhaitent la chute, les Kurdes du PYD affrontent cependant rarement les forces loyalistes avec lesquelles ils cohabitent dans certaines villes. Les YPG livrent l'essentiel de leurs combats contre les forces djihadistes, et principalement l'État islamique,.
L’offensive de Daech dans la région de Mossoul, en juin 2014, crée un front entre les Kurdes et les djihadistes de l’Armée islamique. Une coalition internationale (qui regroupe notamment les États-Unis, la France et la Grande-Bretagne) apporte aux Kurdes une aide aérienne et logistique dans les combats contre Daech,. Depuis l'offensive de Daech, la plupart des chrétiens irakiens (200 000 environ) se sont réfugiés dans des conditions dramatiques au Kurdistan.
En 2015, les effectifs des YPG sont estimés entre 35 000 et 65 000 combattants, dont environ 40 % de femmes.

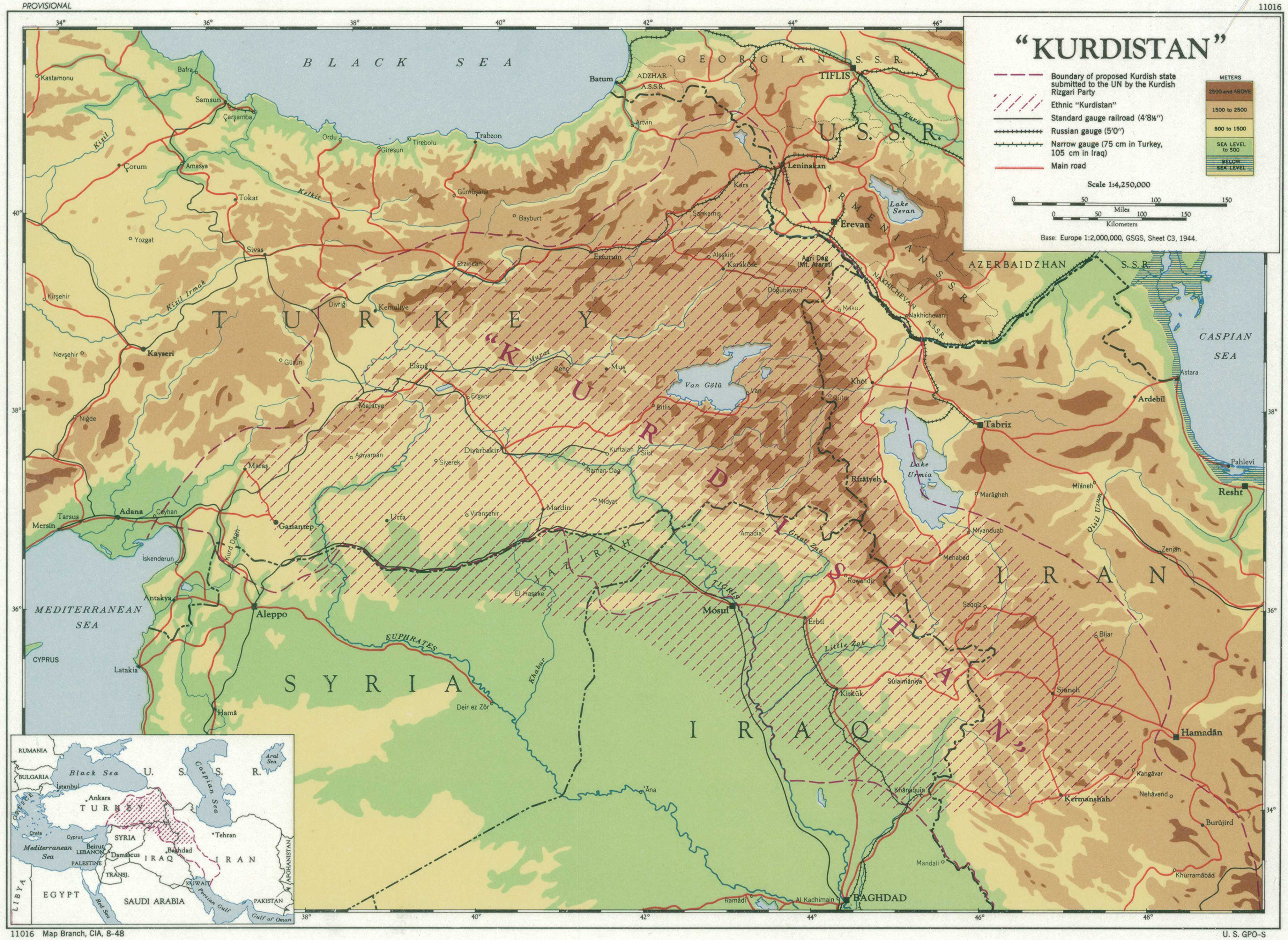
Kurdistan selon la CIA en 1948.

## Géographie
Le Kurdistan est une région montagneuse et de hauts plateaux d'Asie centrale. Les estimations de la superficie du Kurdistan sont variées : Jacques Leclerc et l'observatoire franco-kurde parlent de 640,456 km2,, mais selon l'ouvrage de 2018 « The Kurds: an Encyclopedia of Life, Culture, and Society », le Kurdistan a une superficie comprise entre 230 000 milles carrés (595 697 km2) et 250 000 milles carrés (647 497 km2). Le territoire du Kurdistan s'étend de la Turquie à l'ouest jusqu'en Iran (golfe Persique) en passant par l'Irak et la Syrie, avec quelques îlots de peuplements kurdes en Arménie, Géorgie, Azerbaïdjan, Turkménistan, Kirghizistan et Kazakhstan. Le polymathe du XVIIe siècle Katip Çelebi écrit dans son Cihannümâ (tr) que Cizre est le centre du Kurdistan:62.
Les régions principales du Kurdistan se situent dans le nord de l'Irak (Kurdistan irakien), dans les monts Zagros à l'ouest de l'Iran (Kurdistan iranien), au sud-est de la Turquie (Kurdistan turc) ainsi qu'au nord-ouest et au nord-est de la Syrie (Kurdistan syrien). Les superficies des différentes parties du Kurdistan sont données par le tableau suivant :
| Zones géographiques                | Superficie en km2 | Pourcentage du Kurdistan | Pourcentage du pays de rattachement |
| ---------------------------------- | ----------------- | ------------------------ | ----------------------------------- |
| Kurdistan septentrional (turc)     | 277,456           | 41,75 %                  | 26,90 %                             |
| Kurdistan oriental (iranien)       | 230,000           | 38,77 %                  | 11,83 %                             |
| Kurdistan méridional (irakien)     | 83,000            | 16,5 %                   | 18,86 %                             |
| Kurdistan occidental (syrien)      | 50,000            | 2,98 %                   | 8,10 %                              |
| Total                              | 640,456           | 100 %                    |                                     |
| Source : Office franco-kurde, 2001 |                   |                          |                                     |

Carte nationaliste de 1946 : Les frontières ethniques du Kurdistan sont indiquées par une zone de hachures d'autant plus mince que la délimitation est plus nette. Les autres zones hachurées indiquent la position et l'étendue appoximative des groupements isolés.

Le dialecte Mukriani est parlé dans les villes de Piranshahr et de Mahabad. Piranshahr et Mahabad sont deux principales villes de Mukrian.

### Topographie
Les chaînes des monts Taurus et des monts Zagros forment une sorte de colonne vertébrale du Kurdistan. Certains des sommets du Kurdistan sont très élevés, en partie situés sur le Haut-plateau arménien : le mont Ararat culmine à 5,165 m, le Sipan atteint 3,500 m, le massif de Munzur 3,370 m, le Nemroud Dagh 2,150 m et le Mont Djoudi 2,000 m. Les neiges éternelles couvrent les sommets une bonne partie de l'année. La place des montagnes est telle au Kurdistan que des proverbes y font allusion.
C'est dans le Kurdistan que deux fleuves d'importance majeure au Moyen-Orient prennent leur source : le Tigre et l'Euphrate. De plus la région est parcourue de rivières qui sont des affluents de l'un ou l'autre de ces grands fleuves : le Petit Zab, le Grand Zab, le Diyala, etc. Ces rivières arrosent un certain nombre de vallées très fertiles.
Les forêts, malgré la destruction progressive dont elles sont l'objet, représentent toujours une superficie d'environ 160,000 km2. Les essences principales sont : le chêne, le sapin et d'autres conifères en altitude, et les platanes, peupliers et saules dans le bas des vallées et au bord des rivières.

### Climat
Les températures annuelles moyennes au Kurdistan dépendent beaucoup de l'altitude. L'été peut être relativement chaud et humide dans les régions basses du sud, alors qu'il est frais dans les régions montagneuses. Ce contraste a été augmenté par la destruction progressive des forêts et la surexploitation des terres d'altitude. Le climat dominant au Kurdistan est le climat continental, avec des influences méditerranéennes.
Les régions les plus froides sont situées au nord du Kurdistan, en Anatolie. Ces régions où la température annuelle moyenne est inférieure à 0 °C constituent environ 5 % du territoire du Kurdistan.
Les régions dont la température annuelle moyenne est entre 0 et 5 °C sont situées dans le nord et le nord-ouest du Kurdistan, en Turquie, en Irak et en Iran. Ces régions représentent 15 % du territoire du Kurdistan. Le reste du Kurdistan du nord, ainsi que l'est du territoire, a des températures annuelles moyennes entre 5 et 10 °C, et représente environ 20 % du Kurdistan. La zone où les températures annuelles moyennes sont comprises entre 10 et 15 °C représente environ 40 % du Kurdistan, dans le sud et l'ouest du Kurdistan. La zone la plus chaude, où les températures annuelles moyennes sont comprises entre 15 et 20 °C, est située à l'ouest du Kurdistan (Syrie et centre-ouest du Kurdistan irakien).
Les précipitations ont lieu de novembre à avril. Les chutes de neige sont importantes sur les massifs montagneux (la neige est présente pendant sept mois de l'année dans les régions les plus froides). Dans les régions chaudes au sud et à l'ouest, ces précipitations ont lieu sous forme de pluie.

### Géographie humaine
La géographie humaine du Kurdistan est liée à l'histoire de la région. En effet, l'opposition entre l'empire Byzantin et les territoires musulmans a partagé le Kurdistan en deux parties au Moyen Âge : l'une sous influence byzantine, et l'autre sous influence musulmane. Par la suite, les frontières tracées par les Ottomans et les Persans au XVIe siècle divisent elles aussi le Kurdistan. Ces divisions sont encore existantes aujourd'hui. On peut subdiviser le Kurdistan en 5 régions, divisions faites sur des bases historiques, socio-économiques, culturelles et politiques :
- le Kurdistan méridional, historiquement centré autour de Kermanchah
- le Kurdistan central, centré sur Erbil
- le Kurdistan oriental, centré sur Mahabad
- le Kurdistan septentrional, centré sur Bayazid
- le Kurdistan occidental, centré sur Diyarbakir.

Le Kurdistan méridional est aujourd'hui la dernière région où est parlé le dialecte gurani. Le kurmandji y est parlé par une petite minorité. C'est aussi un centre majeur pour la religion appelée yârsânisme. Cette région est urbanisée, et ses habitants sont cosmopolites ; en effet, la région a fortement été en contact avec les Persans depuis cinq siècles.
Le Kurdistan oriental était lié au Kurdistan du sud jusqu'à récemment. Le kurmandji du sud est maintenant la seule langue parlée dans cette région, et l'islam sunnite est la religion dominante. Une opposition assez forte existe entre la population urbaine (sanandadj, bidjar, marivan), assez ouverte, et la population des campagnes, encore fortement marquée par le nomadisme et le pastoralisme, qui est plutôt conservatrice.
Le Kurdistan central, historiquement toujours tourné vers la Mésopotamie a le territoire le moins montagneux et le plus chaud de tout le Kurdistan. Cette région, plutôt urbaine, est très liée au Kurdistan méridional, puisque les deux régions n'en faisaient qu'une avant la division opérée entre les Ottomans et les Persans. L'islam sunnite y est minoritaire, coexistant avec l'islam chiite, le yârsânisme, l'alévisme, le yézidisme, le christianisme et le judaïsme. Tous les dialectes kurdes sont parlés dans cette région, créant ainsi des liens entre cette région centrale et toutes les autres régions du Kurdistan.
Le Kurdistan occidental est géographiquement isolé du reste du Kurdistan par les montagnes et le territoire peu hospitalier qui le sépare du Kurdistan du nord. Cette région est historiquement tournée vers le monde méditerranéen. Les locuteurs des dialectes kurmandji du nord et zazaki (dimili) sont également répartis, et les pratiques religieuses se divisent également entre les sunnites et les alévis.
Le Kurdistan septentrional est la région la plus inhospitalière du Kurdistan, autour du lac de Van qui recouvre une grande partie de l'Arménie historique. En effet, cette région est habitée par des Kurdes seulement depuis la Première Guerre mondiale. Les habitants de cette région, centrés sur eux-mêmes, conservent un fort sentiment tribal. La région, au Moyen Âge une région importante par son agriculture et ses centres urbains à vocation commerciale, a été dévastée par cinq siècles de combats. Elle est aujourd'hui la moins développée en matière économique et technologique de tout le Kurdistan.
Les Kurdes sont aussi présents en nombre au Khorassan, dans l'est de l'Iran, à la suite des déportations menées par les souverains Séfévides entre le XVIe siècle et le XVIIIe siècle. Cette enclave kurde s'étend jusqu'au Turkménistan, à proximité de sa capitale Achgabat. Ils sont aussi présents et majoritaires dans certains districts de la région de Konya, Ankara, Aksaray. Istanbul est, avec trois millions de Kurdes, la plus grande ville au monde où vivent des Kurdes.

### Géographie politique

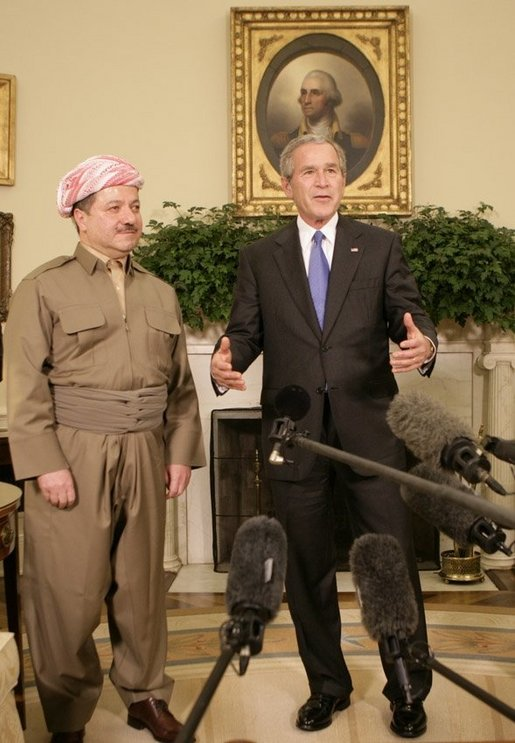
Le président américain George W. Bush reçoit Massoud Barzani, le président du gouvernement régional du Kurdistan d'Irak, dans le Bureau ovale.

Le Kurdistan turc est majoritairement représenté par le Parti de la paix et de la démocratie. Ce parti succède à d'autres formations tour à tour dissoutes, la dernière étant le Parti de la société démocratique (DTP). Lors des élections législatives de 2007, le DTP compte pour la première fois une vingtaine de députés au Parlement contre 45 pour l'AKP. Jusque-là, les seuls quatre députés kurdes qui avaient été élus en 1991 avaient tous fini en prison avant la fin de leur mandat. Les maires et députés du DTP exercent leurs fonctions difficilement car ils sont souvent la cible du parti au pouvoir, l'AKP, des milieux extrémistes turcs, de la presse et surtout de l'armée turque,. Malgré les réticences du Premier ministre turc et de l'Union européenne, le DTP finit par être dissous le 11 décembre 2009 par la Cour constitutionnelle turque qui le soupçonne d'entretenir des liens proches avec le PKK.
Le Kurdistan iranien regroupe les provinces du Kurdistan, et la plus grande partie du territoire des provinces d'Azerbaïdjan occidental, de Kermanchah et d'Ilam.
Le Kurdistan irakien est la seule entité à avoir acquis une autonomie. Celle-ci se base sur la Constitution irakienne de 2005 prévoyant un État fédéral. Le Kurdistan irakien est divisé en 3 gouvernorats : Erbil, As-Sulaymaniya, Dahuk. De nombreux Kurdes résident dans les « territoires disputés », notamment la ville de Kirkouk.
Le Kurdistan syrien est situé au nord et au nord-est du pays, couvrant une partie du gouvernorat de Hassaké ; les régions kurdes étant groupées autour des villes d'Qamichli (ou Qamişlû en kurde) et de Hassaké (ou « Hassetché » en kurde). Les régions kurdes en Syrie sont appelées Kurdistana Binxetê en kurde.

Drapeau du Rojava.

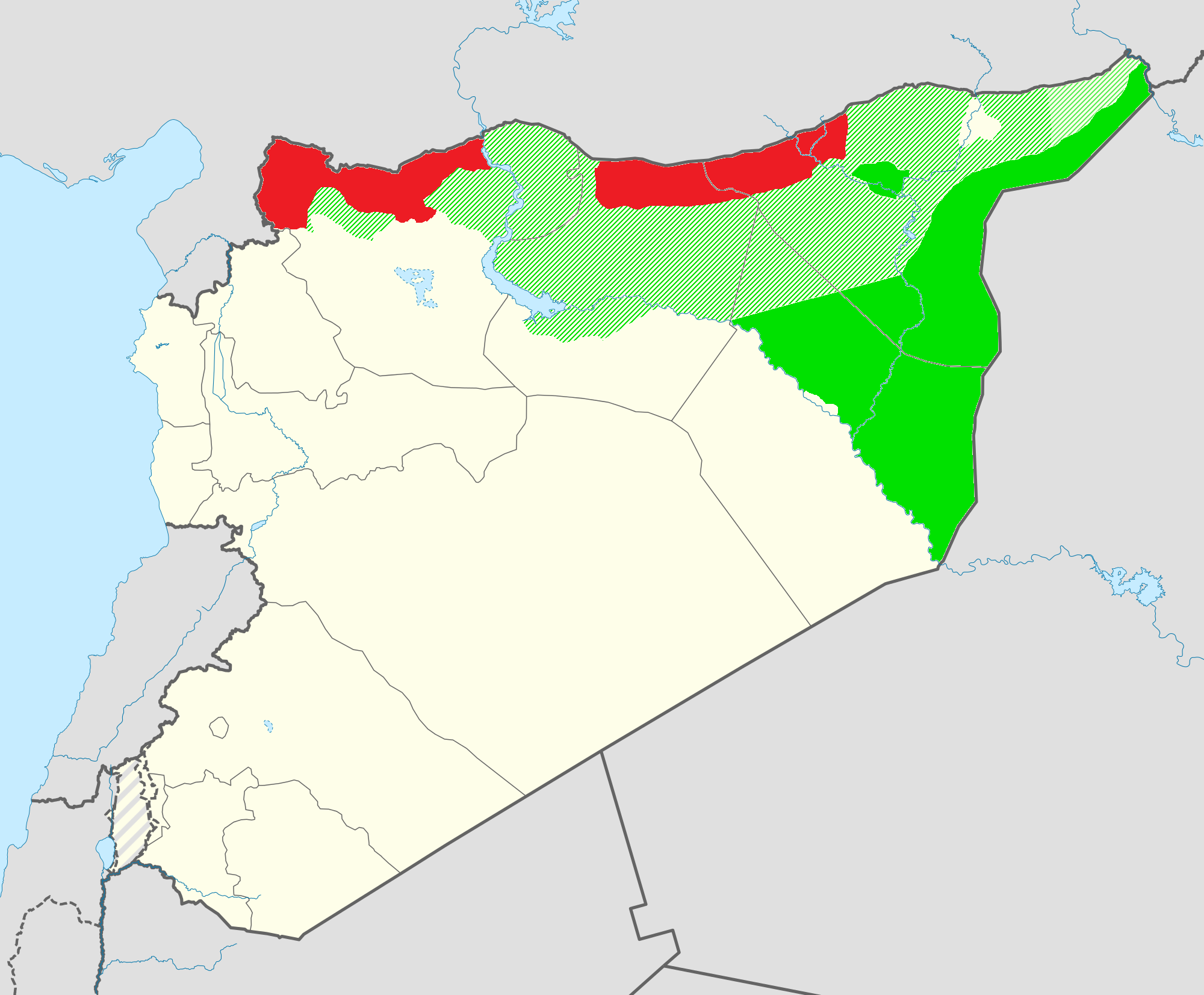
Territoires revendiqués par le Rojava et contrôlés par celui-ci (en vert) et ceux occupés par la Turquie (en rouge).

Depuis 2012, à la suite du début de la guerre civile syrienne, cette région est devenue autonome de facto en prenant les armes. Les insurgés ont fondé la Fédération démocratique du nord de la Syrie (qu'on appelle plus simplement le Rojava), un quasi-état avec une constitution et une organisation suivant le modèle du confédéralisme démocratique théorisé par Abdullah Öcalan, une idéologie très influencée par le municipalisme libertaire de Murray Bookchin. Sa capitale est Qamichli et il s'agit d'une démocratie directe, libertaire, où l'état est organisé de façon très décentralisée, avec des conseils populaires locaux et des commissions. Leur modèle se veut respectueux des droits des femmes et des minorités, mais également écologique. L'existence du Rojava est cependant menacée par l'armée turque, qui occupe une partie de son territoire.

## Démographie
La partie irakienne du Kurdistan est peuplée par 7 à 8 millions de Kurdes et la partie syrienne par environ 4 à 5 millions. La partie turque, la plus importante, serait peuplée par 30 à 32 millions de Kurdes selon les sources,,. En Iran, les Kurdes représentent, en 2008, 7% de la population, soit de 16 à 18 millions de personnes et sont principalement concentrés au nord-ouest du pays.
Autres communautés en dehors du Kurdistan :
- L'exode rural et un nomadisme saisonnier touchent les populations kurdes du Kurdistan à cause des conflits dans leur région.
- Des Kurdes sont également présents en Arménie, Géorgie, Azerbaïdjan, et au nord-est de l'Iran.
- Un million de Kurdes auraient émigré en Europe[44].
- D'autres communautés kurdes sont également présentes aux États-Unis, au Canada et en Australie.

## Le nationalisme kurde

Drapeau du Kurdistan.

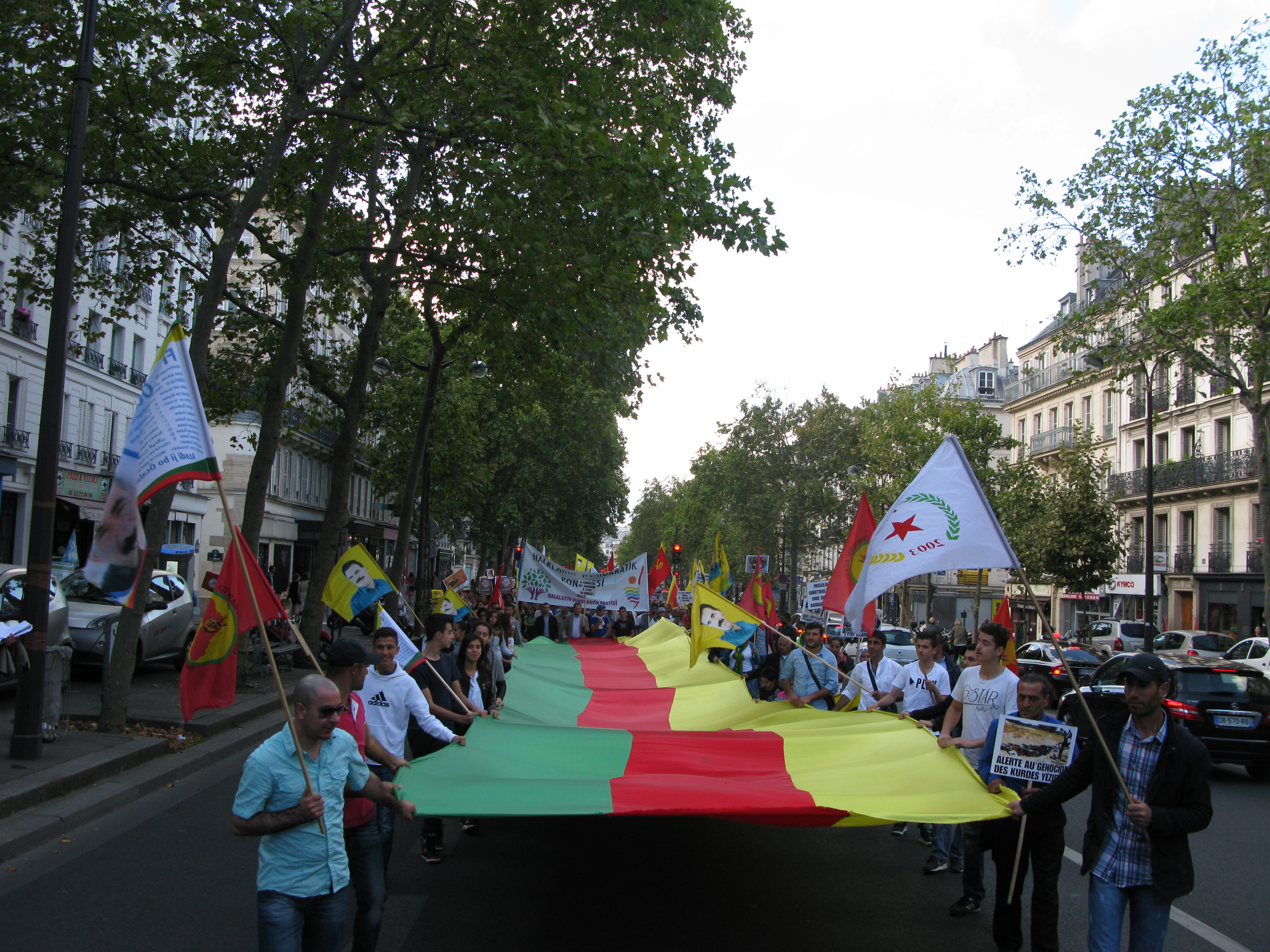
Manifestation pro-kurde à Paris.

Le nationalisme kurde existe et reste vivace. Les revendications à l'autonomie des Kurdes ont été modelées par l'histoire du Kurdistan et des Kurdes. C'est seulement après la Première Guerre mondiale que prend forme l'idée d'un grand Kurdistan indépendant, et les moyens pour atteindre cet objectif oscilleront par la suite entre la diplomatie et l'insurrection.

### En Turquie
À la création de la République turque en 1923 par Mustafa Kemal Atatürk, les autorités interdisent la langue et les noms de famille kurdes. Parler la langue kurde est un acte interdit. Le mot « kurde » lui-même est interdit et les Kurdes sont désignés par l'expression « Turcs des montagnes » par des politiciens,. Face à cette négation du fait kurde et de l'identité kurde, les Kurdes se sont soulevés à plusieurs reprises. Les soulèvements ont été violemment réprimés par l'armée turque.
Le dernier soulèvement en date contre la Turquie est le fait du groupe armé Parti des travailleurs du Kurdistan (PKK). Ce soulèvement qui prend la forme d'une guérilla débute en 1984. Depuis l'arrestation en 1999 au Kenya et la condamnation de prison à perpétuité du chef du PKK, Abdullah Öcalan, surnommé par ses partisans « Apo » (oncle), les affrontements ont diminué d'intensité, avec notamment le repli des troupes du PKK vers le Kurdistan de l'Est (ou Kurdistan iranien) et le Kurdistan du Sud (Kurdistan irakien). Au total, la guerre a fait plus de 37 000 morts dans la région.
La création au sein du PKK du Congrès pour la liberté et la démocratie au Kurdistan et l'arrêt de la lutte armée sont parallèles au processus de démocratisation enclenché en Turquie dans le but d'adhérer à l'Union européenne[réf. nécessaire]. Bien que l'état d'urgence ait été levé au Kurdistan, la situation des Kurdes n'a pas beaucoup évolué. De nombreux dirigeants kurdes sont en prison et les milliers de déplacés lors de la répression des années 1990 ne sont pas autorisés à regagner leurs villages. Les assassinats politiques et les exécutions sommaires de militants ou de civils kurdes se poursuivent jusqu'à ce jour (2016)[réf. souhaitée]. Depuis 1984, trois mille villages auraient été détruits par l'armée turque. L'existence du peuple kurde et de sa culture ne sont toujours pas reconnues par la Constitution turque. En effet, la loi turque interdit toujours l'enseignement de la langue kurde et prévoit simplement l'enseignement des « dialectes » turcs en cours privé du soir pour adultes[réf. souhaitée]. L'autoritarisme de l'actuel régime turc (2016) violant les libertés individuelles et sa non-reconnaissance d'une minorité nationale aussi considérable que celle des Kurdes constituent les principaux arguments en faveur du gel des négociations d'adhésion de la Turquie avec l'Union Européenne, voire d'un refus pur et simple si la situation devait persister.
Selon une enquête de l'institut de sondage turc KONDA, il y aurait environ 11,445 millions de Kurdes dans toute la Turquie. Selon d'autres sources, les Kurdes de Turquie constituent la moitié des Kurdes du Moyen-Orient, soit près de 20 millions d'individus,,.

### En Irak

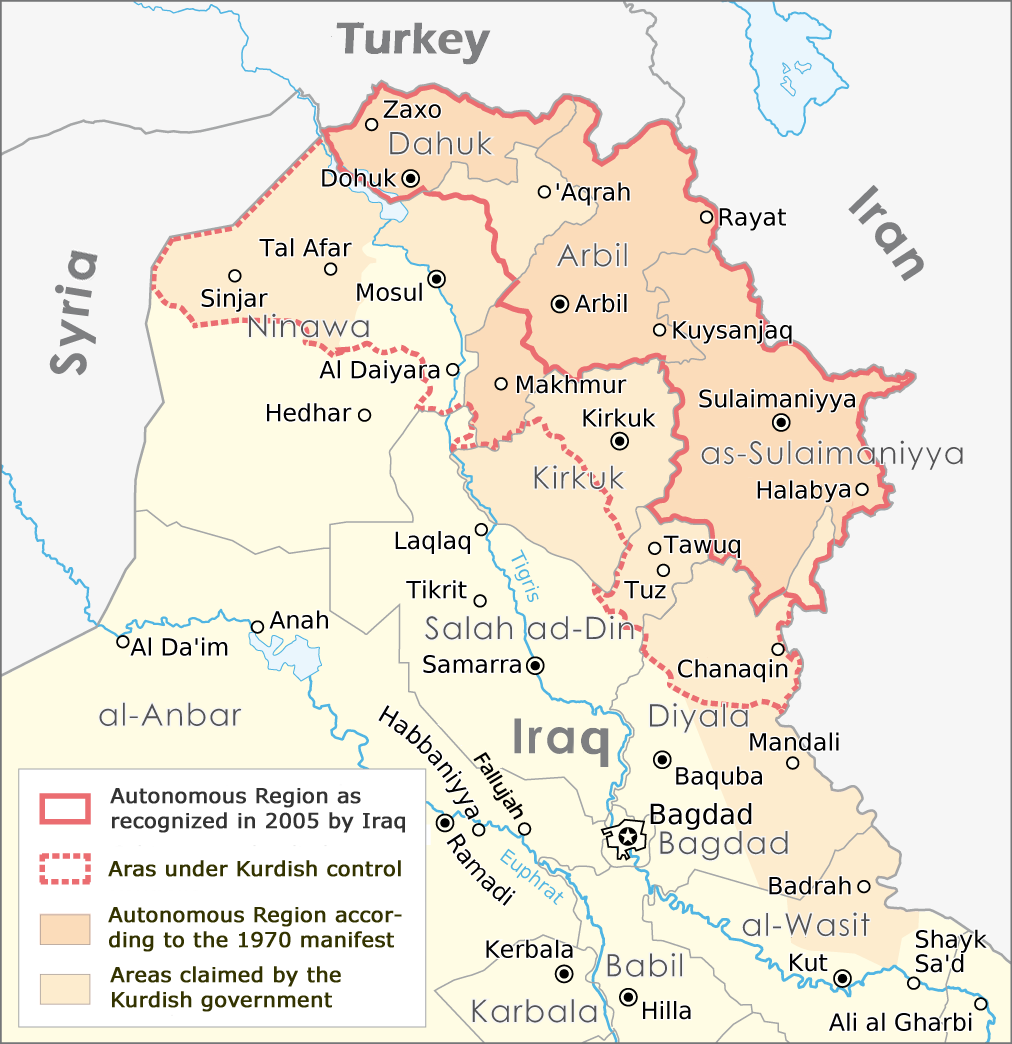
Kurdistan irakien.

Les Kurdes ont connu de nombreux massacres en Irak.
- En 1988, Saddam Hussein utilise des armes chimiques contre la ville d'Halabja dont beaucoup de victimes étaient des femmes et des enfants. Ce massacre intervient dans le cadre d'une campagne de génocide baptisée Opération Anfal par les autorités irakiennes.
- Après la Guerre du Golfe de 1990, les Kurdes se soulèvent mais sont rapidement défaits par l'armée irakienne. Une répression sanglante s'abat sur le Kurdistan obligeant les Américains à intervenir et à créer une zone d'interdiction aérienne pour les troupes irakiennes au-delà du 35e parallèle. Cette protection permet aux Kurdes de bénéficier d'une large autonomie sur la moitié du Kurdistan irakien, sans la reconnaissance officielle de Saddam Hussein.
- Après la chute de Saddam Hussein en 2003, de nombreux charniers comportant les corps de Kurdes exécutés par le régime de Saddam Hussein ont été mis au jour. Dans le Livre noir de Saddam Hussein, l'archéologue allemande Singe Caren Stoyke indique que 288 fosses communes ont été localisées. Elle ajoute que « durant mon travail sur les fosses communes en Irak, j'ai découvert que les chiffres avaient perdu toute signification : 200 000 Kurdes assassinés, des dizaines de milliers de chiites, des milliers de prisonniers de guerre… »[54].
- le 14 août 2007 une série d'attentats-suicides vise les Yézidis dans la ville de Sinjar faisant 572 morts et 1 562 blessés. Quatre camions-citernes explosent simultanément. Cet attentat est le plus meurtrier de l'histoire après celui du World Trade Center.

Deux régions autonomes se constituent en un État fédéré en août 1992 grâce à la protection aérienne des États-Unis et du Royaume-Uni :
- La première autour d'Erbil est dirigée par le Parti démocratique du Kurdistan (PDK). Ce parti est actuellement dirigé par Massoud Barzani.
- La seconde région, voisine au sud, est sous la direction de l'Union patriotique du Kurdistan et a pour ville principale, Souleimaniye. L'Union est dirigée par Jalal Talabani.

À la suite du renversement du régime de Saddam Hussein par une coalition d'États conduite par les États-Unis, des élections ont lieu sur l'ensemble du territoire irakien. Les votes dans le nord de l'Irak vont à plus de 95 % à la coalition formée par les deux grands partis kurdes en Irak. Le kurde Jalal Talabani est devenu le premier président de l'Irak post-Hussein. Un accord d'unification entre les deux administrations est signé le 16 janvier 2006. Ensuite, le 7 mai 2006, un gouvernement régional du Kurdistan est inauguré. Il a pour Premier ministre Netchirvan Idris Barzani. En vertu de la constitution irakienne, ce gouvernement a une autonomie législative sur son territoire au niveau de certaines compétences qui lui sont accordées au sein d'un Irak fédéral.
Les deux plus grandes villes du Kurdistan irakien de Mossoul et Kirkouk, à forte population kurde, sont cependant laissées en dehors de cet « État fédéré », jusqu'à ce qu'un recensement et des élections soient organisés par le gouvernement Irakien[réf. nécessaire]. Les populations des tribus arabes sunnites implantées par Saddam Hussein s'inquiètent depuis 2003 d'être obligées de rendre les terres aux Kurdes et de voir leurs villes incluses dans un Kurdistan autonome[réf. nécessaire].
Les autorités turques sont très réticentes à voir le Kurdistan irakien trop indépendant car elles craignent les réactions des indépendantistes kurdes de Turquie. Ainsi, elles entretiennent un contre-feu en soutenant la minorité turcomane du nord de l'Irak[réf. nécessaire].
Depuis 2005, la région du Kurdistan irakien est devenue une terre d'accueil pour des irakiens fuyant la violence, étant la région d'Irak la moins concernée par la guerre civile. Étant quasiment un État indépendant de facto, il s'agit du premier territoire autoadministré par les Kurdes. Lors de la guerre civile syrienne, le Kurdistan irakien devient un allié pour les Kurdes de Syrie, qui obtiennent un résultat proche de celui des Kurdes irakiens : leur région devient autonome au point d'être officieusement indépendante, et est beaucoup moins violente que le reste de la Syrie.

### En Iran

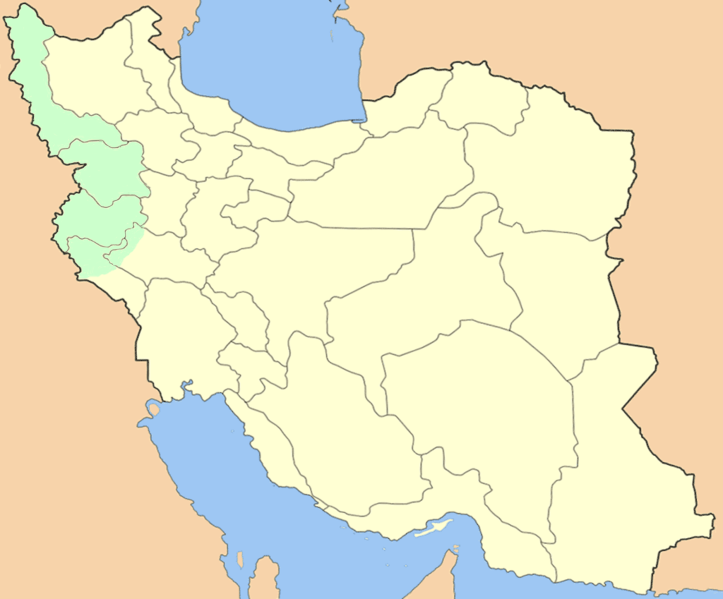
Kurdistan iranien.

En Iran, les régions kurdes de l'Ouest et du Nord-est sont surveillées par l'armée et des Kurdes sont en prison pour des raisons politiques[réf. nécessaire]. Cependant, la langue kurde est officiellement reconnue et au Parlement siègent des députés kurdes. La population est estimée à environ 9,556 millions de kurdes dans tout l'Iran[réf. nécessaire]. Il n'existe pas de phobie à l'égard des mots kurdes et du Kurdistan[réf. nécessaire]. Par exemple, les journaux peuvent publier en langue Kurde, écrite avec l'alphabet arabo-persan. Il existe une région iranienne portant le nom de Kurdistan (Kordestan en persan). La ville de Mahabad fut la capitale de la République de Mahabad en 1946[réf. nécessaire].

### En Syrie
La population kurde en Syrie est estimée entre 1,5 million et 3 millions d'individus,,. Elle est en partie issue de l'exode des Kurdes de la Turquie de Mustafa Kemal Atatürk entre 1924 et 1938 sous la pression d'une politique de déni de ses minorités. Elle est regroupée au nord-est du pays, dans la province d'Alep, le Jazirah et la banlieue de Damas.
La partie syrienne du Kurdistan est sous contrôle de l'armée et il est à signaler que pour la première fois des soulèvements très importants se sont produits en 2004 et 2005 qui ont donné lieu à de lourds affrontements, avec la police et les forces armées syriennes, durement réprimés[réf. nécessaire]. Même si la Syrie n'offre pas à sa minorité kurde le droit d'apprendre sa langue ou de pratiquer sa culture et que la nationalité syrienne est encore refusée à près de 60 000 Kurdes syriens, les autorités se méfient de moins en moins de ce groupe bien assimilé. Pendant la guerre civile syrienne se sont créées des milices armées kurdes (YPD) et en novembre 2013, un gouvernement régional autonome, qui a proclamé la Constitution du Rojava le 29 janvier 2014.[réf. souhaitée]

### En exil
Depuis 1995, un parlement en exil a été mis en place. Yasar Kaya a été élu président du parlement kurde en exil. Puis, le parlement du Kurdistan en exil est devenu l'organisation nationale Kongra Gelê Kurdistan. Remzi Kartal est actuellement président de ce congrès.[réf. souhaitée]

### Sources
- (en) Mehrdad Izady, The Kurds - A Concise Handbook, Washington, Crane Russak, 1992, 268 p. (ISBN 0-8448-1727-9, lire en ligne)
- Thomas Bois, Connaissance des Kurdes, Khayats, Beyrouth, 1965 lire en ligne
- (en) Kurdes et Kurdistan, Encyclopédie de l'Islam, Leiden, E. J. Brill
- (en) Kelly L. Maglaughlin et Lokman I. Meho, Kurdish Culture and Society- An Annotated Bibliography, Greenwood press, Westport, 2001, 365 p.  (ISBN 0-313-31543-4) M1 lire en ligne
- Des écrivains engagés aux côtés des Kurdes
- Les Kurdes et le Kurdistan : la question nationale kurde au Proche-Orient, G. Chaliand (dir) Maspero, 1981.
- L'aménagement linguistique dans le monde
- Alternatives

#### Littérature
- Julie Ruocco, Furies, Actes Sud, 2021,  (ISBN 978-2-330-15385-4)